# Edward Rączkowski
Edward Rączkowski (ur. 11 lutego 1911 we Lwowie, zm. 26 października 1990 w Krakowie) – polski aktor filmowy i teatralny.

## Życiorys
Był aktorem wielu teatrów, głównie krakowskich. W kolejnych latach występował w:
- 1932–1938 – Teatr Artystów „Cricot”
- 1950–1953 – Teatr Młodego Widza w Krakowie
- 1953–1955 – Teatr Wybrzeże w Gdańsku
- 1955–1972 – Teatr Ludowy w Krakowie
- 1972–1976 – Teatr im. J. Słowackiego w Krakowie

## Filmografia
- 1986 – Na kłopoty… Bednarski odc. 4, jako Neufeld, właściciel sklepu muzycznego
- 1985 – Rajska jabłoń, jako Kleofas Gończyk
- 1985 – Mrzonka, jako krawiec
- 1984 – Jak się pozbyć czarnego kota, jako Leśniczy
- 1984 – Przeznaczenie, jako recepcjonista
- 1984 – Porcelana w składzie słonia
- 1983 – Słona róża, jako krawiec Malina
- 1983 – Złe dobrego początki..., jako Emerytowany kolejarz
- 1982 – Epitafium dla Barbary Radziwiłłówny, jako Grabarz na Litwie
- 1981 – Prognoza pogody, jako Bradziaga
- 1979 – Ojciec królowej, jako sekretarz ambasadora Francji
- 1978 – Sowizdrzał świętokrzyski, jako ojciec Felicjan
- 1978 – Rodzina Połanieckich odc. 6
- 1977 – Granica, jako recepcjonista w hotelu
- 1976 – Zofia, jako pensjonariusz domu starców
- 1976 – Oczy uroczne
- 1976 – Wergili, jako oświęcimiak Franciszek Grzela
- 1976 – Kradzież
- 1975 – W te dni przedwiosenne
- 1975 – Trzecia granica odc. 2, 6, jako Stary góral
- 1974 – Opowieść w czerwieni, jako Huszcza
- 1973 – Klucze (tyt. oryg. Die Schlussel)
- 1973 – Wielka miłość Balzaka odc. 5, jako dyrektor teatru
- 1973 – Przyjęcie na dziesięć osób plus trzy, jako Zaopatrzeniowiec Włodarczyk
- 1972 – Palec Boży, jako Szczerbaty
- 1972 – Kwiat paproci, jako Gołębiarz
- 1971 – Jeszcze słychać śpiew i rżenie koni..., jako Jasiński
- 1970 – Doktor Ewa odc. 8, jako urzędnik
- 1967 – Słońce wschodzi raz na dzień, jako Bolączka
- 1966 – Faraon, jako Dagon, kupiec fenicki
- 1966 – Chudy i inni, jako Stary
- 1966 – Ktokolwiek wie..., jako kierownik szkoły w rodzinnej wsi Ruśniaków
- 1964 – Koniec naszego świata, jako Stary Żyd
- 1964 – Obok prawdy, jako Bartoszek
- 1963 – Milczenie, jako Firganek